# Horní louky
Horní louky jsou přírodní rezervace jižně od obce Suchá Loz v okrese Uherské Hradiště. Důvodem ochrany je krajinářsky i botanicky zajímavé území. Dobře zachovalá lokalita bělokarpatských luk. Vyskytují se zde zástupci čeledi orchidejovitých s bohatým doprovodným společenstvem.